# زحله
زَحلِه (به عربی: زحلة) شهری در استان بقاع کشور لبنان است که در سرشماری سال ۲۰۰۵ میلادی، ۷۸٬۱۴۵ نفر جمعیت داشته است.